# Prionus elliotti
Prionus elliotti es una especie de escarabajo longicornio del género Prionus, tribu Prionini. Fue descrita científicamente por Gahan en 1906.
Se distribuye por Afganistán, India y Pakistán. Mide 25-43 milímetros de longitud. El período de vuelo ocurre en los meses de julio y agosto.